# 小行星4635
小行星4635（英語：4635 Rimbaud）是一颗围绕太阳公转的小行星。1988年1月21日，艾瑞克·怀特·埃尔斯特在上普罗旺斯发现了此天体。
这颗小行星的绝对星等为137.0709685881398等。